# Синорнитоидес
Синорнитоидес је врста троодонта из горње креде. 

## Опис
Била је то мала, до 1,2 метара дуга и витка животиња. Потпуно одрасла, тежила је највероватније не више од три килограма. И плен јој је био ситан; чинили су га инсекти и друге мање животиње које је проналазила уз помоћ канџи предњих удова.

## Фосилни налази
Комплетан скелет ове животиње је пронађен у Кини.